# 1952 год в кино

## Фильмы

### Мировое кино
- «Белый шейх»/Lo Sceicco Bianco, Италия (реж. Федерико Феллини)
- «Брачное агентство»/Agence matrimoniale, Франция (реж. Жан-Поль ле Шануа)
- «Величайшее шоу мира»/The Greatest Show on Earth, США (реж. Сесил Блаунт де Милль)
- «Господин Такси»/Monsieur Taxi, Франция (реж. Андрэ Юнебель)
- «Женщины ждут»/Kvinnors väntan, Швеция (реж. Ингмар Бергман)
- «Жить»/Ikiru, Япония (реж. Акира Куросава)
- «Запрещённые игры»/Jeux Interdits, Франция (реж. Рене Клеман)
- «Злые и красивые»/The Bad and the Beautiful, США (реж. Винсент Миннелли)
- «Золотая каска»/Casque d’or, Франция (реж. Жак Беккер)
- «Мартышкин труд»/Monkey Business, США (реж. Говард Хоукс)
- «Мимми из Мухоса»/Muhoksen Mimmi, Финляндия (реж. Йорма Нортимо)
- «Огни рампы»/Limelight, США (реж. Чарли Чаплин и Клер Блум)
- «Отелло»/The Tragedy of Othello: The Moor of Venice, США-Франция-Италия-Марокко (реж. Орсон Уэллс)
- «Поющие под дождём»/Singin' In The Rain, США (реж. Стэнли Донен)
- «Пэт и Майк»/Pat And Mike, США (реж. Виктор Флеминг)
- «Ровно в полдень»/High Noon, США (реж. Фред Циннеман)
- «Семь смертных грехов»/Les Sept Péchés capitaux, Франция (реж. Ив Аллегре и Клод Отан-Лара)
- «Снега Килиманджаро»/The Snows Of Kilimanjaro, США (реж. Генри Кинг)
- «Стычка в ночи»/Clash by Night, США (реж. Фриц Ланг)
- «Тихий человек»/The Quiet Man, США (реж. Джон Форд)
- «Тото в цвете»/Toto a colori, США (реж. Стено)
- «Умберто Д.»/Umberto D., Италия (реж. Витторио де Сика)
- «Фанфан-тюльпан»/Fanfan La Tulipe, Франция (реж. Кристиан-Жак)
- «Шинель»/Il Cappotto, Италия (реж. Альберто Латтуада)
- «Эбботт и Костелло встречают капитана Кидда»/Abbott and Costello Meet Captain Kidd, США (реж. Чарльз Лэмонт)
- «Я был им три раза»/Je l’ai été trois fois, Франция (реж. Саша Гитри)

### Советское кино

#### ФильмыРСФСР
- «Майская ночь, или Утопленница» (реж. Александр Роу)
- «Ревизор» (реж. Владимир Петров)
- «Садко» (реж. Александр Птушко)
- «Школа злословия» (реж. Абрам Роом)

#### ФильмыУССР
- Максимка (реж. Владимир Браун)

## Лидеры проката в СССР
- Тарзан: Человек-обезьяна (реж. В. С. Ван Дайк) — 42.9 млн зрителей
- Тарзан в западне (реж. Ричард Торп) — 41.3 млн зрителей
- Приключения Тарзана в Нью-Йорке (реж. Ричард Торп) — 39.7 млн зрителей
- «Максимка» («Киевская к/с», реж. Владимир Браун) — 32,9 млн зрителей.
- «Учитель танцев» («Мосфильм», реж. Татьяна Лукашевич, Владимир Канцель) — 27,9 млн зрителей.
- «Живой труп» («Ленфильм», реж. Владимир Венгеров) — 27,5 млн зрителей.
- «Садко» («Мосфильм», реж. Александр Птушко) — 27,3 млн зрителей.
- «Разлом» («Ленфильм», реж. Павел Боголюбов, Юрий Музыкант) — 24,3 млн зрителей.
- «Волки и овцы» («К/с им. М. Горького», реж. Владимир Сухобоков) — 20,7 млн зрителей.
- «На всякого мудреца довольно простоты» («К/с им. М. Горького», реж. Владимир Сухобоков) — 20,4 млн зрителей.
- «Павлинка» («Беларусьфильм», реж. Александр Зархи) — 20,0 млн зрителей.

## Персоналии

### Родились
- 7 января — Саммо Хун, гонконгский и американский кинорежиссёр, актёр, продюсер, постановщик боевых сцен в кино.
- 24 января — Евгений Борисович Леонов-Гладышев, советский и российский актёр театра и кино.
- 14 мая — Роберт Земекис, американский кинорежиссёр, сценарист и продюсер.
- 21 июня — Коити Масимо, известный японский режиссёр аниме.
- 1 июля — Ден Эйкройд, канадский киноактёр.
- 8 июля — Карен Шахназаров, советский и российский кинорежиссёр.
- 17 июля — Дэвид Хассельхофф, американский актёр и певец.
- 10 августа — Дайан Венора, американская киноактриса.
- 18 августа — Патрик Суэйзи, американский актёр, танцор и автор-исполнитель.
- 25 сентября — Кристофер Рив, американский актёр.